# カラーひよこ

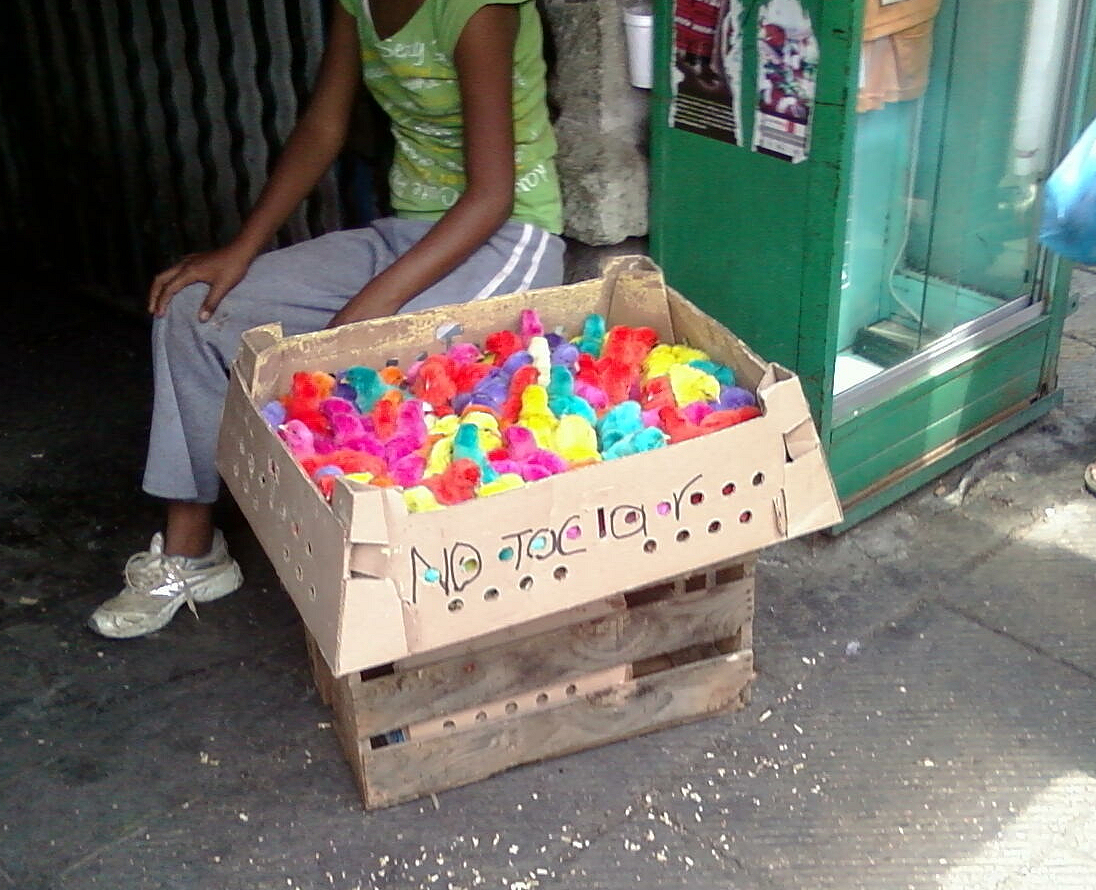
販売中のカラーひよこ。
2009年、メキシコ オアハカ。

カラーひよことは、鶏の雛であるひよこの羽毛に染料で着色を施したもので、主に愛玩用として縁日などで売られている。

## 概要
日本で昭和期において主に祭りなどの夜店（露店）の商品として開発された。
主に養鶏場で採卵用に人工孵化させたひよこのうち、雄のひよこ（抜き雄）は成長しても産卵しない上に食肉用のブロイラーなどに比べて飼料効率・育成率に劣り、用途に恵まれなかった。このため、愛玩用のひよことして縁日や学校付近の路上などで販売されることが多かったが、これに赤、青、緑、ピンクなど、本来のひよこには有り得ないカラフルな着色を施すことで子供に奇妙さや愛らしさを抱かせ、売上げに貢献した。本来の色のひよこならば、1度に1羽を買う程度なのが、色が違えば、集めたくなり、一度に何羽も買う例もよく見られたためである。
着色には、主に繊維用の染料を水で薄めて、ここにひよこを漬けるか、スプレー（エアブラシ）でかけることが行われた。
子供に買われたカラーひよこは主にペットとして飼われるが、購入されるまでの間に置かれる加工（短時間で効率良く染料を乾燥させる為、強力な熱風を浴びせ続けられ、これも短命の原因の一つとなっている）・販売環境が劣悪な場合が多く、買われてから間もなく死んでしまうことも多い。そのため、的屋の世界では、早く死ぬという意味で「ハヤロク」（「南無阿弥陀仏」の六文字とかけて、死ぬことを「ロクる」と称した）とも呼ばれていた。順調に生育したとしても、着色された羽毛は成長に伴って徐々に抜け落ち、新しく白や黄色の羽毛が生えるため、可愛げだったカラーひよこも徐々にまだら模様になり、1ヵ月もすると、もはや普通の鶏と変わらない姿となる。
近年では動物愛護の概念が浸透し、日本でカラーひよこが売られることは稀になっている。
漫画家・さくらももこのエッセイにカラーひよこのエピソードが載せられている。
黒柳徹子の『窓ぎわのトットちゃん』において、トットちゃん(徹子)が縁日で「一生のお願い」と言って親に2羽のヒヨコを買ってもらうが、4〜5日で2羽とも死んでしまったというエピソードが載せられている。

## 海外の状況

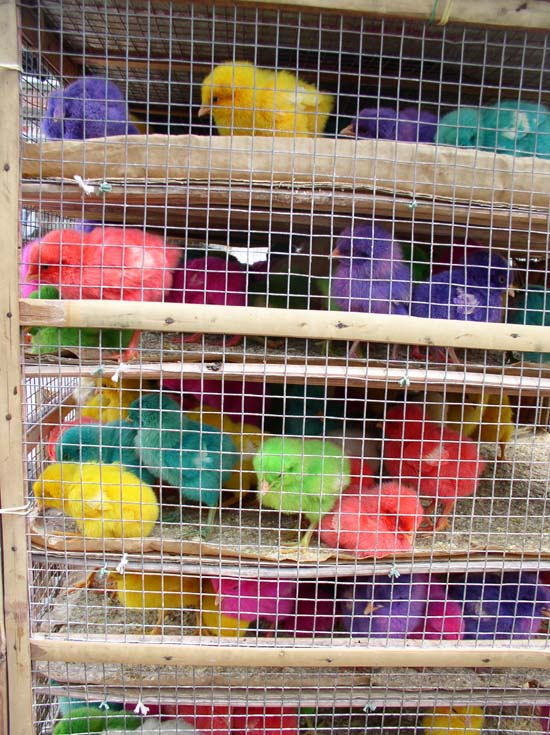
販売中のカラーひよこ。
2004年、インドネシア バリ島。

現在は世界中に伝搬しており、市場や縁日の人気商品となっている。ペルーでは動物虐待問題として取り上げられたことがある。

### 東南アジア
タイ王国、フィリピン、インドネシアなどでは、現在もカラーひよこがよく売られており、やはり子供に人気がある。主に赤、ピンク、紫、緑などに着色される。

### 中国
中国では、まだそれほど知られていないが、山東省の街角などで、「彩色小鶏（彩色小雞 / 彩色小鸡、ツァイソーシャオジー、拼音: cǎisè xiǎojī）」と称して販売されている。地方都市では1羽が1元程度で、アイスキャンディー1本程度の値段で買えるため、子供に人気が高い。
独自の展開として、カラーカエル「彩色蛙」も開発されている。すぐに換毛してしまうひよこに対し、肌に直接レーザーで塗料を焼き付けたカエルは数年間色が落ちず、縁日を越えて水族館でも人気を集めている。

### アメリカ大陸
アメリカ、メキシコ、グアテマラなどでも市場で売られており、赤、緑、紫、オレンジなど発色の鮮やかなものが好まれる。
現在のアメリカでは「家禽・養鶏としての飼育目的」が原則であり、「玩具」としての販売は動物愛護の観点から多くの州や自治体で禁止されている。同様に、ヒヨコに着色することも動物虐待とみなされ、禁止している州が多い。また、一時的な興味で軽率に飼育されることを防ぐために、一定数以上まとめて販売しなければならない規則も存在する。

### 中東
2008年3月のカナダの全国紙『Globe & Mail』に、イランの都市エスファハーンのバザールで売られているカラーひよこの写真が掲載された。色は、白、黄色、緑、オレンジ、薄い紫、濃い紫である。
ほか、モロッコやイエメンでも確認されている。